# Grad Koprivnik
Grad Koprivnik  (tudi grad Rabensberk) v Moravški dolini (nemško  Rabensberg ) je stal vrh skalnatega hriba  pred zaselkom Konfin pri Sv. Trojici na vzhodni meji občine Domžale, od katerega so ostale le še skromne razvaline.

## Zgodovina
Grad Koprivnik ali Rabensberk je v listini omenjen že leta 1238, vendar je bil pozidan že prej, saj so bili gospodje Koprivniški (Rabensbergi) omenjeni že leta 1203, sprva kot andeški pozneje pa kot spanheimski ministeriali na vzhodni meji Kranjske. Leta 1214 sta omenjena dominus Vlschalcus in Engilschalcus de Rabinsperc, leta 1228 pa dominus Wlscalcus in njegov vitez Hermannus in Rauensperch. Med letoma 1250 in 1263 je bil Bertold Koprivniški eden od najpomembnejših spanheimskih ministerialov. Ker so gospodje Rabensbergi imeli tri gradove in posesti, poleg Koprivnika še Vranjo Peč pri Kamniku in Ranšperk v Savinjski dolini, je v njihovem prvem obdobju, ob skromnih virih, težava z lociranje na določeno posest ali grad. 
Prvi gospod Koprivniški ali Rabensberčan, ki ga je mogoče z večjo gotovostjo povezati z gradom Koprivnik in gospoščino, naj bi bil Engelschalc de Rabinsperch, ki je bil leta 1238 med ustanovitelji samostana Adergas. Rodbina Koprivniških je po moški liniji izumrla sredi 14. stoletja in kot zadnji član rodu je leta 1339 omenjen vitez Artico de Rabensperch.
Grad Koprivnik je konec  14. stoletja prišel v last Celjskih grofov, saj listina iz 1395 omenja, da je bil takrat Hof zem Rabenspach upravljan s strani celjskih kastelanov. Grad je bil verjetno opuščen konec 15. stoletja. Že za časa Valvasorja je bil polnoma razvaljen. Po Valvasorju naj bi Koprivnik ali Rabensberk nasledil grad Krumperk.
Gospoščino je leta 1479 prevzel Štefan Hohenwart, rodbina Hohenwart je bila potem celo 16. stoletje lastnica Koprivnika. Tako se 1596 in 1597 omenja Kozma grof Hohenwart s Kolovca in Koprivnika. Po letu 1619 je grad in gospostvo pripadalo ženskemu samostanu Mekinje, leta 1823 je posestvo z razvalinami kupil domačin Matevž Cerar, leta 1930 senator, prav tako domačin dr. Valentin Rožič. Zemljišče z ostanki gradu je kasneje bilo v lasti kmeta Tovorja, tako se je oblikovalo tudi ime Tovorov grad.